# Saint-Martin-des-Lais
Saint-Martin-des-Lais – miejscowość i gmina we Francji, w regionie Owernia-Rodan-Alpy, w departamencie Allier.

## Demografia
Według danych na rok 1990 gminę zamieszkiwały 174 osoby, a gęstość zaludnienia wynosiła 10 osób/km². W styczniu 2015 r. Saint-Martin-des-Lais zamieszkiwały 142 osoby, przy gęstości zaludnienia wynoszącej 8,2 osób/km².